# تیبلرز استیشن (ویرجینیای غربی)
تیبلرز استیشن (به انگلیسی: Tablers Station) یک منطقهٔ مسکونی در ایالات متحده آمریکا است که در شهرستان برکلی، ویرجینیای غربی واقع شده‌است.